# Rio Bandimaqui
O rio Bandimaqui (em turco: Bandimahi çayı[a]) ou Bercri (em armênio: Բերկրի գետ; romaniz.: Berkri get), o antigo Arreste (Առեստ գետ, Aṙest get), é um rio da Turquia que flui no distrito de Muradie da província de Vã. Com 93 quilômetros de extensão, nasce nas encostas da serra de Salcanse, a cerca de 2 960 metros acima do nível do mar, e deságua no lago de Vã, a cerca de 10 quilômetros de Bercri (atual Muradie). No curso superior, passa pela planície de Abala, e no curso inferior, pela planície de Bercri.
Antes de chegar ao lago de Vã, irriga as terras circundantes com seus afluentes. Cerca de quatro quilômetros acima da foz, há uma ponte de pedra muito antiga com dois arcos na estrada de Vã-Erjixe. O rei Menua (r. 810–786 a.C.) do Reino de Urartu construiu um canal para irrigar o campo de Bercri. Na Antiguidade, quando fazia parte do Reino da Armênia, banhou os distritos de Aliovita, Arberânia e Garni, na província da Turuberânia. Em suas margens, se desenvolveu a cidade de Arreste, um dos principais assentamentos armênios em Aliovita.